# Río Snake
El río Snake (en inglés: Snake River, que lit. significa «río Serpiente») es un largo río del noroeste de los Estados Unidos, el principal afluente del río Columbia. Tiene aproximadamente 1670 km de longitud, que lo sitúan entre los 15 ríos más largos de los Estados Unidos y los 100 más largos del mundo. Drena parte de la vertiente occidental de las Montañas Rocosas, una cuenca de 280 000 km² y tiene un caudal medio de 287,3 m³/s.
Históricamente, el río Snake fue muy importante en la expansión hacia el Oeste de Estados Unidos ya que por su valle discurría la principal de las rutas, la ruta de Oregón (y en su primer tramo, también la ruta de California). Actualmente, el curso bajo del río es navegable hasta Lewiston (Idaho).
Administrativamente, el río discurre por los estados de Wyoming, Idaho, Oregón y Washington.

## Nombre
Su nombre, que significa «serpiente» en inglés, probablemente se debe a la mímica que harían los indios shoshones intentando representar una «S» aludiendo a los movimientos del salmón en el río.
El río ha recibido otros nombres, entre otros «Shoshone», «Yam-pah-pa», «Great Snake», «Lewis Fork», «Lewis», «Mad» y «Saptin». Los residentes del este de Idaho llaman al tramo antes de su unión con el ramal Henrys Fork, «South Fork of the Snake» (bifurcación o ramal sur del Snake).

## Geografía

### Visión general de la cuenca
La cuenca hidrográfica del río Snake incluye una gran diversidad de paisajes: su parte alta se encuentra en las Montañas Rocosas; en la parte central de Idaho el río fluye a través de la amplia llanura del río Snake («Snake River Plain»); a lo largo de la frontera Idaho-Oregón, el río atraviesa la región del cañón Hells Canyon, parte de una región fisiográfica llamada meseta del Río Columbia («Columbia River Plateau»), a través de la que el río Snake fluye por Washington hasta su confluencia con el río Columbia. Partes de la cuenca del río se encuentran dentro de la provincia Basin y Range, a pesar de que es en sí misma una sección fisiográfica de la provincia de la meseta Columbia, que a su vez es parte de la gran división fisiográfica de las Mesetas Intermontanas.
El río Snake es el mayor afluente del río Columbia, con un caudal medio de 1400 m³/s, o 1610 m³/s, de acuerdo con el USGS, el 12.º mayor de los Estados Unidos.

### Geología
Durante gran parte de su curso el río Snake fluye a través de la llanura del Río Snake («Snake River Plain»), una provincia fisiográfica que se extiende desde el este de Oregón a través de la parte centroccidental de Idaho y el noroeste de Wyoming. Gran parte de la llanura del río Snake es desértica y semidesértica, con una altura media de alrededor de unos 1.500 m. Muchos de los ríos de esta región han tallado cañones profundos y serpenteantes. Al oeste de Twin Falls, la llanura esta cubierta con arroyos y sedimentos lacustres. Durante el Mioceno, represas de lava crearon el lago Idaho, que abarcaba una gran parte de la llanura entre el río Snake y el cañón Hells Canyon. Este gran lago se amplió y contrajo varias veces antes de retroceder en el Pleistoceno temprano. En tiempos geológicos más recientes, hace unos 14.500 años atrás, el lago glacial Bonneville se derramó catastróficamente sobre la llanura del Río Snake. La inundación talló profundamente la tierra a lo largo del río Snake, dejando depósitos de grava, arena y cantos rodados, así como una topografía «scabland» en ciertos lugares. Los resultados de este inundación son las cataratas y rápidos desde Twin Falls y las cataratas Shoshone hasta las cataratas Crane y Swan, así como las numerosos zonas bacheadas («potholes»).
El acuífero del Río Snake («Snake River Aquifer»), uno de los acuíferos más productivos en el mundo, subyace en un área de aproximadamente 26 000 km² en la llanura del Río Snake. Las diferencias de elevación y la permeabilidad de las rocas provocan la aparición de muchos manantiales espectaculares, algunos de ellos artesianos. Las aguas subterráneas provienen del propio río Snake, así como de otros arroyos de la región. Algunos arroyos en la parte norte de la llanura del Río Snake, como el río Lost son completamente absorbidos por el suelo, recargando el acuífero y emergiendo como manantiales que desembocan en el río Snake en la parte occidental de la llanura. La conductividad hidráulica de las rocas de basalto que forman el acuífero es muy alta. En algunos lugares el agua sale de los ríos Snake y Lost en cavidades del terreno en tasas de casi 17 m³/s. Debido a las modificaciones en el caudal por el riego en gran escala, la mayor parte del agua que se utiliza para recargar los acuíferos ahora lo hace directamente en forma de drenaje de agua de riego.

### Curso
Habitualmente el curso del río Snake se ha dividido en dos tramos, superior e inferior, separados por las cataratas Shoshone («Shoshone Falls»), conocidas como las Niagaras del Oeste (las Shoshone tienen 64,7 m de caída, 10,97 m más de desnivel que las cataratas del Niágara, y caen desde un borde de 274 m de anchura).
El Fondo Mundial para la Naturaleza también ha usado las cataratas Shoshone como límite entre el curso alto del río Snake y las ecorregiones de agua dulce de la sección no-glaciar del río Columbia.

### Curso superior en Wyoming

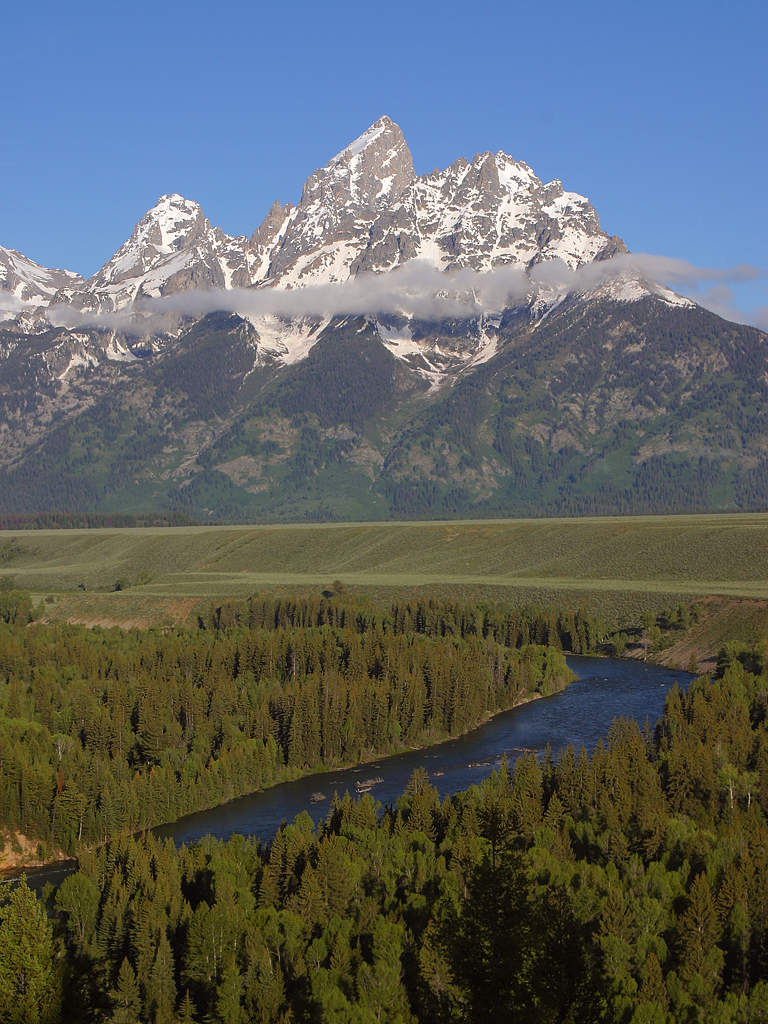
El río Snake en la cadena Tetón (Wyoming).

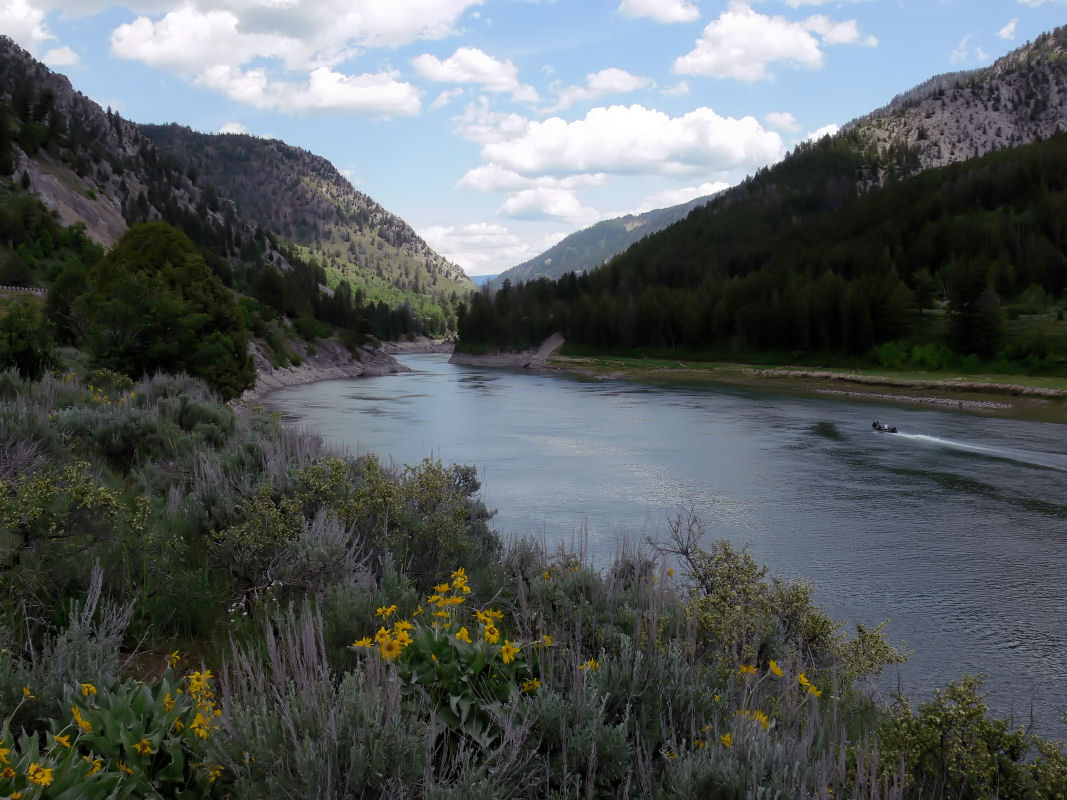
El río Snake a la salida del cañón Snake en Alpine (Wyoming).

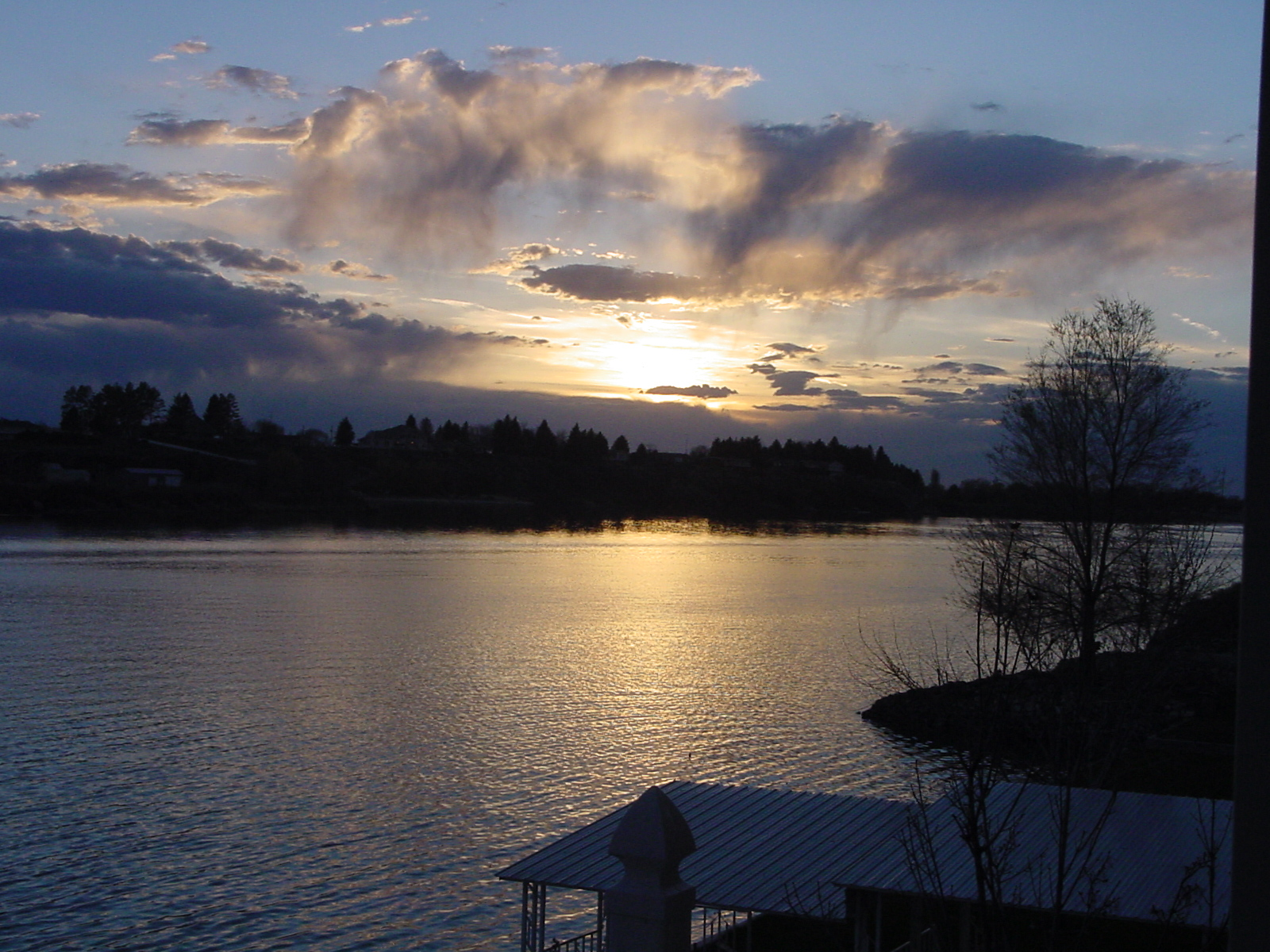
Atardecer sobre el río, en Burley (Idaho).

El río Snake nace en el noroeste del estado de Wyoming, en el condado de Teton, dentro del área del parque nacional de Yellowstone. El río nace cerca de la divisoria continental de las Américas, a una altitud de casi 3000 m, en la vertiente occidental de la meseta de los dos Océanos («Two Oceans Plateau») (ya que las aguas de la vertiente oriental caen hacia el río Yellowstone, que discurre a menor de 5 km, y vía río Misuri y río Misisipi, acaban en el golfo de México). El río Snake discurre en su primer tramo en dirección oeste-noroeste, por el interior de la zona montañosa. Al llegar cerca del lago Heart (que drena), el río vira hacia el sur y sale del parque de Yellowstone. Entra aguas abajo en el parque nacional de Grand Teton y llega, al poco, al Jackson Hole donde se adentra en el gran lago Jackson (a una altitud de 2064 m y 103,4 km²). El río Snake también drena un conjunto de lagos más pequeños localizados en esta misma zona, el Jackson Hole, como el Leigh, Jenny, Phelps, Emma Matilda, Two Ocean, Bradley y Taggart.
Luego el río sigue hacia el sur, atravesando el Jackson Hole y bordeando la cordillera Teton por su vertiente occidental. En Moran Junction recibe al ramal Buffalo Fork. Tras pasar por la pequeña localidad de Moose y abandona el parque nacional. Sigue luego cerca de Teton Village (310 hab.), Wilson (1482 hab.) y Jackson (9577 hab.), la localidad más importante en el Jackson Hole. Sigue hacia el sur, recibiendo por la izquierda al río Hoback, poco antes de llegar a la pequeña localidad homónima de Hoback (1176 hab.).
Continua rumbo sur y al poco entra en el condado de Lincoln, donde vira hacia el oeste, bordeando por el extremo meridional la cordillera Snake River. Se interna en el cañón del río Snake, que abandona en Alpine Junction (550 hab.) en el momento en que recibe, por la izquierda y procedente del sur, al río Greys, justo en la cola del embalse Palisades, donde en otro ramal, recibe también al río Salt, asimismo por la izquierda y proveniente del sur. Llega en ese mismo tramo, la cola del embalse, a la frontera de Wyoming, adentrándose en el estado de Idaho, por su lado oriental, en el condado de Bonneville. (Desde Hoback, las carretera US 26 y 89 discurren por el valle del río, incluido el cañón).

### Curso superior en Idaho
En el tramo del embalse Palisades (construido entre 1951-1957) el río vira hacia el noroeste, bordeando la vertiente occidental de la misma cordillera Snake River y discurriendo a través del valle Swan. Llega a Irwin (219 hab.), Swan Valley (204 hab.) y Poplar, para entrar en el condado de Madison. Sigue por Labelle y Lorenzo, donde recibe, por la derecha y procedente del norte, al río Henrys Fork (ramal Henrys) cerca de la localidad de Rigby (3945 hab.), en una región que es un gran delta interior. El curso superior del Snake, antes de esta confluencia, es llamado localmente «South Fork of the Snake» (bifurcación o ramal sur del Snake), y el Henrys Fork, también localmente a veces es conocido como «North Fork of the Snake» (ramal Norte).

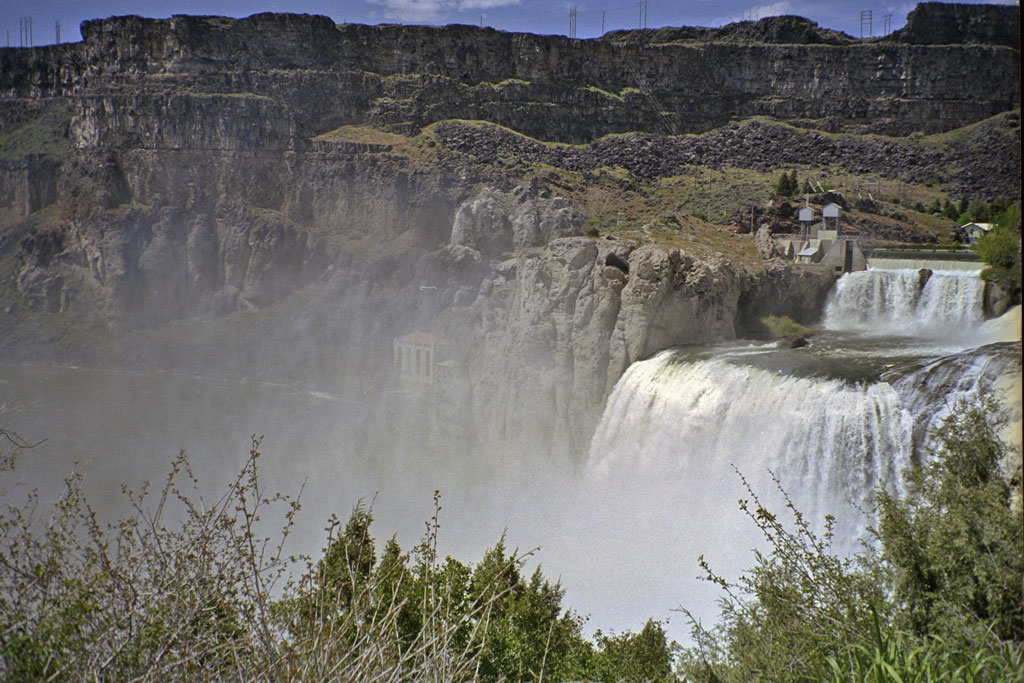
Cascadas Shoshone, cerca de Twin Falls, (Idaho), que dividen el río en dos tramos, el curso inferior y el curso superior.

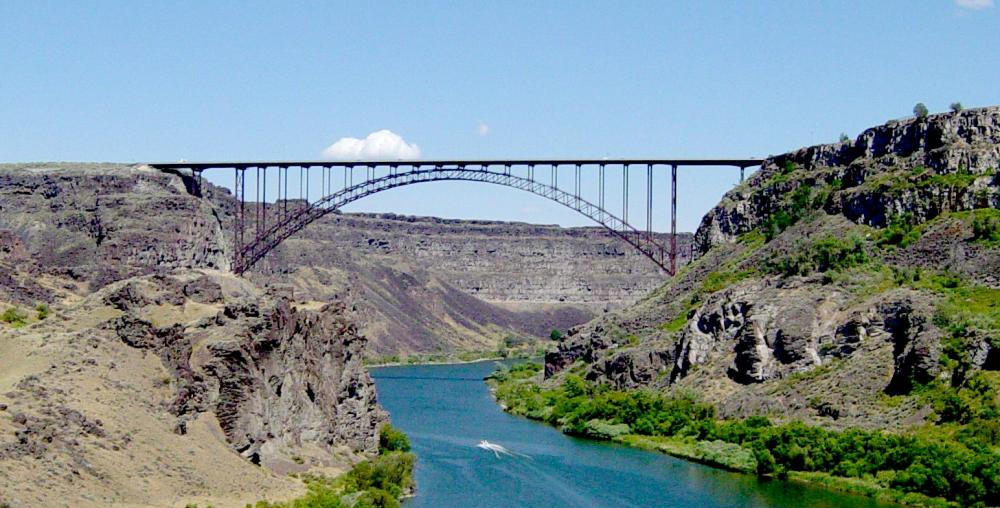
El puente Perrine, sorteando el cañón del río Snake en las Cascadas Gemelas, Idaho.

El río Snake fluye luego hacia el sur, corriendo por la llanura del río Snake («Snake River Plain») y tras pasar por Roberts (580 hab.) y reingresar en el condado de Madison, llega a la ciudad de Idaho Falls (56 813 hab.), la más importante de todo su curso superior. Vira hacia el suroeste y entra en el condado de Bingham, en una región de agricultura de regadío, llegando a las pequeñas Woodville, Shelley (4409 hab.), Firth (477 hab.) y Blackfoot (11 899 hab.), donde recibe por la izquierda, procedente del este, al río Blackfoot. Desde aquí el río forma la frontera noroccidental de la Reserva India de Fort Hall (establecida en 1853, con un área de 2110 km²), donde se encuentra, un poco aguas abajo, Fort Hall, uno de los hitos más importantes de las históricas rutas de migración al oeste, donde se separaban la ruta de Oregón y la ruta de California.
Llega el río a una nueva zona represada, la del embalse de American Falls (la presa fue construida entre 1923-1925 y luego demolida cuando una nueva entró en funcionamiento, 1976-1978), situado algo al noroeste de la ciudad de Pocatello (54 255 hab.). En el embalse recibe, por la izquierda y procedente de Pocatello, del sureste, al río Portneuf y a mitad del embalse entra en el condado de Power. La presa y el embalse forman parte del proyecto de riego Minidoka («Minidoka Irrigation Project»), un embalse gestionado por la Oficina de Reclamación («United States Bureau of Reclamation»). Al pie de la presa está la localidad homónima de American Falls (4457 hab.) y después el río llega a la pequeña Neeley
, donde está el parque estatal de Massacre Rocks («Masacre Rocks State Park»), otro lugar histórico en la antigua ruta de Oregón.
Gira después el río hacia el oeste, recibiendo las aguas del río Raft (de 174 km), por la izquierda y procedente del sur. Entra el Snake en otro tramo embalsado, el del lago Walcott, represado por la presa Minidoka, dirigida también por la Oficina de Reclamación, principalmente con fines de riego (la presa fue finalizada en 1909, con una superficie de agua de 45 km²). En el tramo embalsado, da inicio el primero de los muchos tramos en que el río formara el límite natural entre condados, esta vez un corto tramo entre Cassia (al sur) y Blaine (al norte) y luego, entre Cassia y Winidoka (al norte). Se llega a una zona bastante poblada, la parte meridional del conocido como valle Mágico («Magic Valley»), en la que el río pasa cerca de Rupert (5554 hab.), Heyburn (3089 hab.), Burley (10 345 hab.) y Hobson, situadas en las márgenes del largo y estrecho embalse Milner (finalizado en 1905, con una superficie de agua de 16 km²), situado aguas abajo.
Sigue el río formando frontera entre condados, esta vez un corto tramo entre Cassia y Jerome (norte), para seguir entre Jerome y Twin Falls (al sur). Continua en dirección oeste hasta llegar a Murtaugh (115 hab.), donde el río comienza a virar hacia el noroeste. Pasa cerca de Hansen (1144 hab.) y Kimberly (3264 hab.) y llega a las cataratas Shoshone, justo antes de llegar a alcanzar la ciudad de Twin Falls (44 125 hab.)
, la segunda en importancia de su curso alto, situado en la ribera sur. En las cataratas se considera habitualmente que da comienzo su curso inferior.

### Curso inferior en Idaho

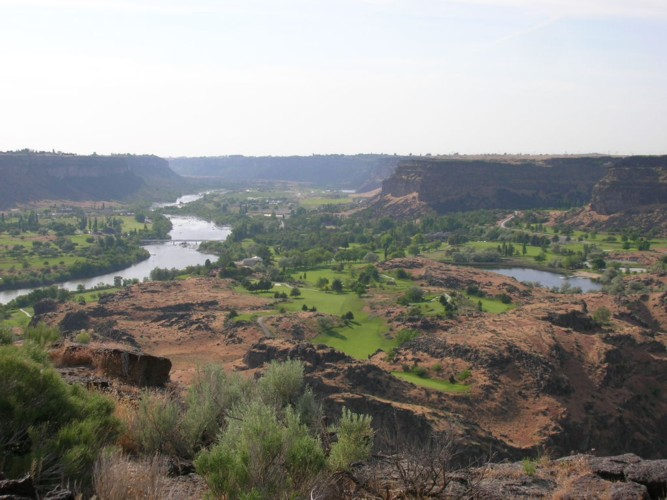
Cañón del río Snake (Idaho), en Twin Falls.

Después el río entra en el cañón del río Snake (el de Idaho, no confundir con el Wyoming), un cañón atravesado por la US Higway 93 que cruza el río por el puente Perrin, que, cuando fue inaugurado en 1927, era el puente más alto del mundo (luego fue sustituido por el puente actual en 1974). El cañón en ese punto tiene una anchura de unos 400 m y una profundidad de 166 m (En este tramo del cañón se produjo el 8 de septiembre de 1974 el intento de saltar en moto de Evel Knievel, un intento en que cayó al vacío salvándose gracias al paracaídas).
A mitad del cañón, el río forma la frontera entre los condados de Twin Falls y Gooding (norte), y después vira al norte, tras recibir, por la izquierda y procedente del sur, al arroyo Salmon Falls. Sigue el Snake avanzando por el fondo de un valle bastante encajado, pasando por Hagerman (872 hab.) (donde recibe por la derecha al río Malad, que no debe confundirse con el afluente del río Bear) y al llegar a Bliss (318 hab.) , vira de nuevo hacia el oeste, entrando en el condado de Elmore. Llega a Ticeska, King Hill, Glenns Ferrys (1319 hab.) y Hammett. De nuevo forma frontera condal, está vez entre Owyhee (al sur) y Elmore, un tramo en el que lleganuevamente a una zona represada, la del embalse C.J. Strike. En el embalse recibe, por la izquierda y procedente del sur, al río Bruneau. Luego alcanza Grand View (452 hab.) y el río vira hacia el noroeste. Siguen más tramos fronterizos, esta vez entre Owyhee y Ada (al oeste) y al poco entre Owyhee y Canyon (al oeste). Llega a las pequeñas localidades de Marsing (1031 hab.), Huston, * Homedale (2633 hab.) y sale, momentáneamente, de Idaho, entrando en el estado de Oregón por su lado occidental, en el condado de Malheur. Es un corto tramo en el que el río pasa por Napton y Adrian (177 hab.), para virar hacia el norte y comenzar enseguida un largo tramo en el que el río forma la frontera natural entre los estados de Idaho y Oregón.

### Tramo fronterizo Idaho-Oregon

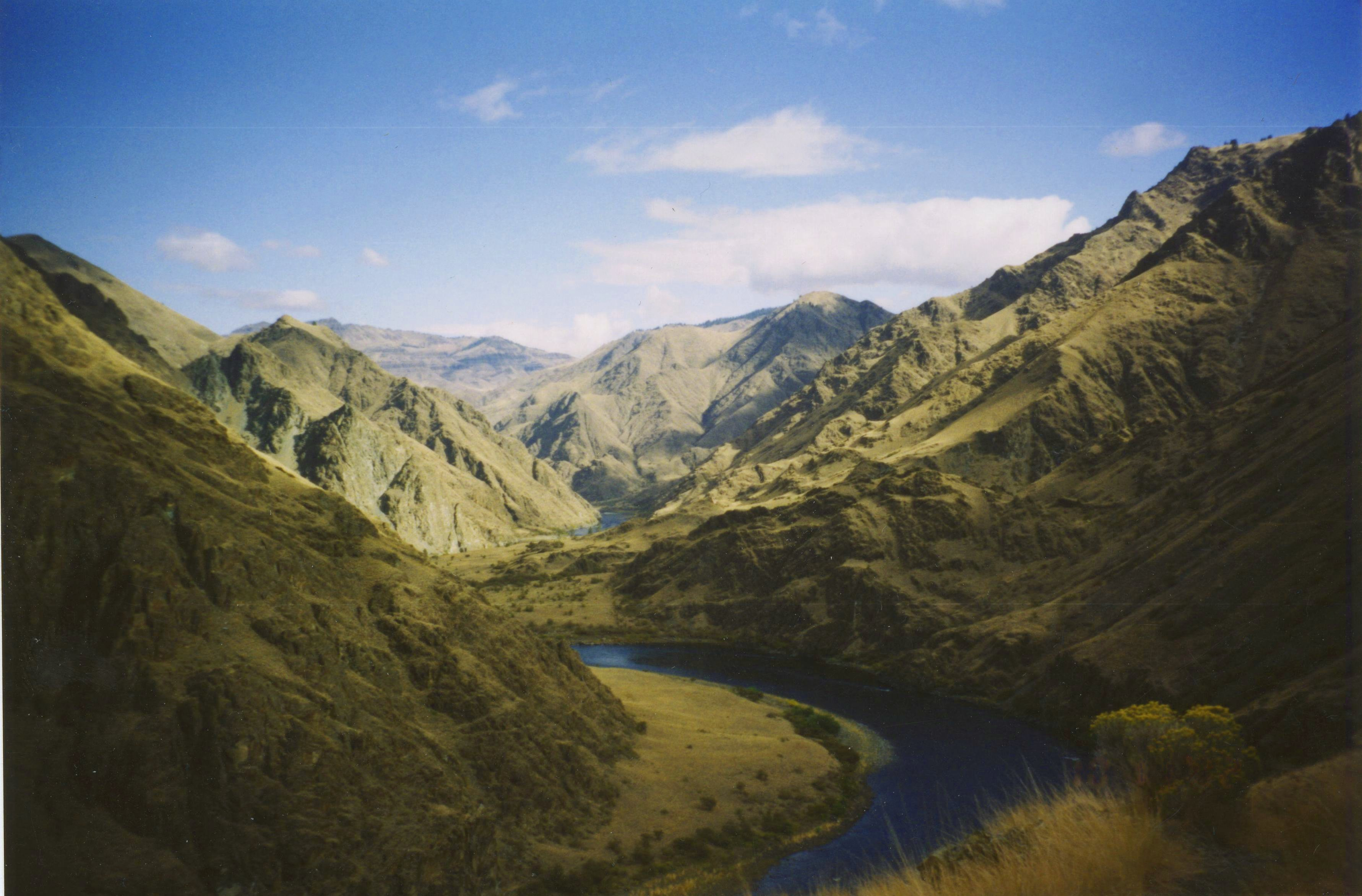
El río Snake en el Hells Canyon (cañón del Infierno).

El Snake alcanza un tramo bastante habitado, pasando por Overstreet y Owyhee, donde recibe por la izquierda a uno de sus principales afluentes, el río Owyhee, un largo río de 450 km de longitud procedente del sur. Al poco, en la otra mano, esta vez por la derecha, recibe a otro de sus principales tributarios, procedente esta vez del oeste, el río Boise (121 km). Sigue aguas abajo, alcanzando Nyssa (OR, 3267 hab.) y Malheur Junction, donde recibe al río Malheur, por la izquierda y procedente del oeste. Sigue por Ontario (OR, 11 366 hab.) y Payette (ID, 7433 hab.), donde recibe por la derecha, desde el oeste, al río Payette.
El río sigue hacia el norte, pasando por Weiser (ID, 5507 hab.) (donde recibe, por la derecha y llegando del norte, al homónimo río Weiser), y luego pasa cerca de las pequeñas localidad de Eaton y llega al área de recreación estatal Farewell Bend, el histórico lugar donde los emigrantes al oeste abandonaban el Snake. Sigue el río por Nagle, donde recibe, por la izquierda y procedente del oeste, al río Burnt. Llega el río a la región del Hells Canyon (cañón del Infierno), una zona de más de 300 km de longitud en la que el río discurre por el fondo de un valle muy profundo, estrecho y encajonado. En el inicio de este tramo el río está represado en tres ocasiones: primero se llega a la cola del embalse de la presa de Brownlee, donde pasa algo al oeste de Richland y donde recibe, por la derecha y viniendo del este, al río Powder (no confundir con el afluente del río Yellowstone); luego siguen las presas de Oxbow, y Hells Canyon que bloquea completamente la migración de los peces anádromos.
El siguiente tramo es el de la garganta de Hells Canyon propiamente dicha, la garganta más profunda de Norteamérica: 1600 m respecto al borde en Idaho y 2436 m respecto a Oregón, en la zona de los Seven Devils Mountains. La zona es inaccesible por carretera. La zona está dentro del Área Nacional de Recreo Hells Canyon («Hells Canyon National Recreation Area»), una zona protegida de 2640 km² establecida en 1975 de la que 900 km² están considerados como «Hells Canyon Wilderness» (que comprenden parte de los valles del río Imnaha y Rapid también).
En esta zona el río también tiene la consideración de río salvaje y paisajístico nacional (National Wild and Scenic River), un tramo de 108,6 km decarado el 31 de diciembre de 1975 (50,6 km salvajes y 58 km paisajísticos).
Al final de este tramo, el río Snake recibe, por la derecha, desde el este, al río Salmon, uno de sus mayores afluentes.

### Tramo fronterizo Idaho-Washington

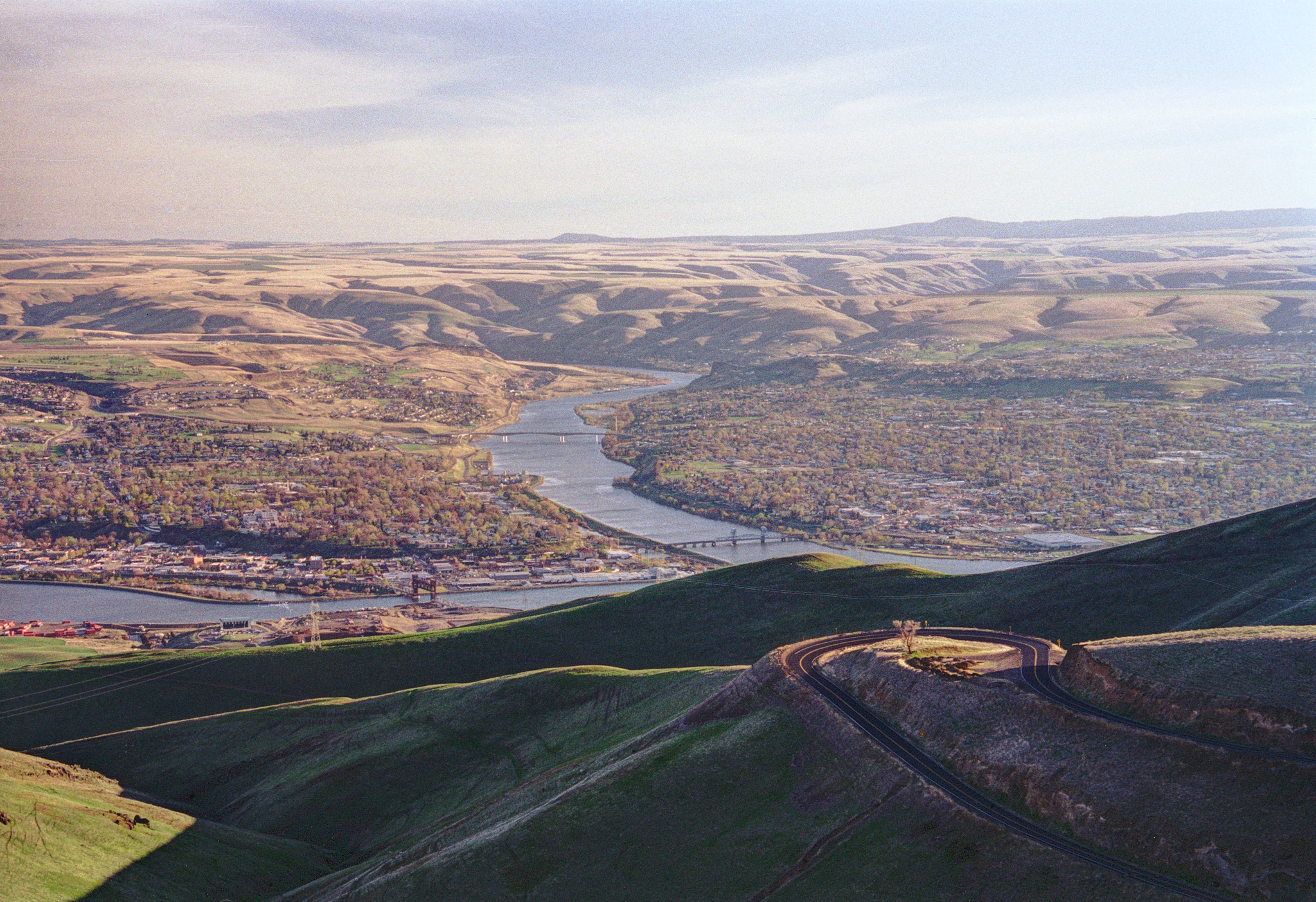
Vista de las ciudades de Lewiston y Clarkston, en la confluencia del Snake y el río Clearwater.

Sigue un tramo en el río Snake sigue siendo la frontera natural entre estados, esta vez entre Idaho y Washington. En este tramo recibe por la izquierda, en Rogersburg, desde el oeste, a otro gran afluente, al río Grand Ronde. Luego llega hasta Lewiston (ID, 31 894 hab.) y Clarkston (WA, 7229 hab.), donde recibe, por la derecha y procedente del este, al principal de sus afluentes, al río Clearwater. La zona metropolitana Lewiston-Clarkston, con tres puentes sobre el río, es la segunda más poblada de todo su curso, superando a Twin Falls y después de Tri-Cities, en la desembocadura.

### Curso inferior en Washington
Desde Clarkston el río deja de ser frontera y se interna en el estado de Washington, dirigiéndose en dirección noroeste, luego hacia el oeste y finalmente al sureste, describiendo una amplia curva a través de la región Palouse. En este último tramo del río hay cuatro grandes presas —Lower Granite, Little Goose, Lower Monumental e Ice Harbor— construidas por el Cuerpo de Ingenieros del Ejército de los Estados Unidos para servir como fuente de energía hidroeléctrica, así como garantizar el tráfico de barcazas hasta Lewiston (Idaho).
Finalmente el río Snake se une por la izquierda al río Columbia, en Tri-Cities (Washington), una zona metropolitana ((193 567 hab.)) formada por las tres ciudades de Kennewick (73 917 hab.), Richland (48 058 hab.) y Pasco (59 781 hab.) , que contaba con 191 822 hab. en el año 2000 y es la más poblada de todo el curso del Snake.

### Localidades a lo largo del río
Muchas de las localidades a lo largo del río Snake se recogen a continuación, listadas desde el nacimiento del río hasta su final y los habitantes corresponden todos al censo de 2010. Se resaltan en negrilla las localidades de más de 10 000 habitantes.

## Historia

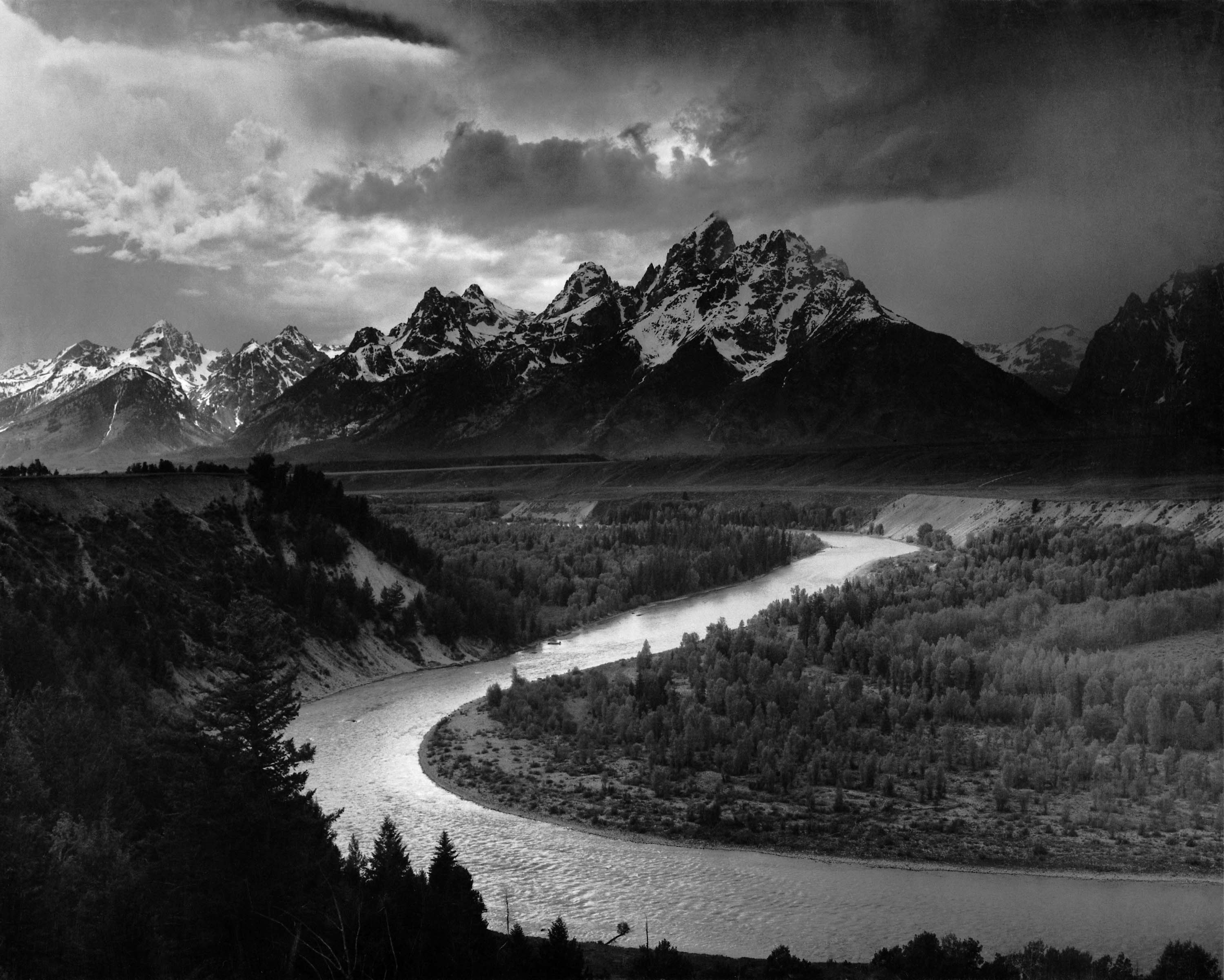
Los Tetones – Río Snake. Foto de Ansel Adams (1942).

### Primeros habitantes
Hay restos arqueológicos de presencia humana a lo largo del río Snake desde hace por lo menos desde hace 11 000 años. Daniel S. Meatte divide la prehistoria de la cuenca del río Serpiente occidental en tres grandes fases o «sistemas adaptativos» (adaptive systems). El primero, al que llama un «amplio espectro alimentario», (Broad Spectrum Foraging) que data de 11.500 a 4.200 años antes de la actualidad. en el que las personas se basaban en una amplia variedad de recursos alimentarios. El segundo período, «forrajeo semisedentario» (Semisedentary Foraging), data de 4200 años hasta 250 años antes de la actualidad y se distingue por una mayor dependencia de los peces, especialmente el salmón, así como por la preservación y almacenamiento de alimentos. La tercera fase, de 250 a 100 años antes del presente, que llama «forrajeros ecuestres» (Equestrian Foragers) está caracterizada por las grandes tribus de indios montados a caballo, que pasaban largos periodos de tiempo fuera de sus asentamientos buscando alimento cazando bisontes. En la región oriental de la llanura del río Snake hay algunas pruebas de las culturas Clovis, Folsom y Plano que datan de hace más de 10 000 años. En tiempos protohistóricos e históricos, la llanura oriental del río Snake estuvo dominado por los shoshone y otras tribus de la cultura "Plateau".
Los primeros tramperos, comerciantes de pieles y exploradores advirtieron ya la existencia de restos de antiguos centros comerciales regionales, y la evidencia arqueológica ha mostrado que tenían considerable antigüedad. Uno de estos centro de comercio en el área Weiser existía hace al menos 4500 años. La cultura Fremont puede haber contribuido a la histórica shoshone, pero aún no está bien entendido. Otro corazón cultural pobremente entendido es el llamado complejo de Midvale («Midvale Complex»). La introducción del caballo en las llanuras del río Snake en 1700 ayudó a que se establecieran los shoshone y otras tribus de las culturas paiute del Norte.
En el río Snake, en el sudeste de Washington, había restos de ruinas antiguas. Una de las más antiguas y más conocidas era Marmes Rockshelter, que fue usado desde hace más de 11 000 años hasta épocas relativamente reciente. Marmes Rockshelter, desafortunadamente, quedó sumergido en 1968 por el embalse del lago Herbert G. West, la monumental presa del curso bajo.
Otras culturas de la cuenca del río Snake de los períodos protohistóricos e históricos incluyen también a las tribus de los nez percé, cayuse, walla walla, palus, Bannock, y muchas otras.

### Exploraciones
La expedición de Lewis y Clark de (1804-1806) fue la primera gran exploración del curso bajo del río por parte de los EE. UU. (el río se conoció durante un corto período como río Lewis), seguida unos años más tarde por la conocida como expedición de Astor (1810-1812), el intento de Astor de establecerse en el Pacífico Norte para desde Fort Vancouver controlar el comercio de pieles en la cuenca inferior del río Columbia.
La región del río Snake dependía conjuntamente de los EE. UU. y Gran Bretaña, que hacía valer su presencia mediante los puestos comerciales primero de la Compañía del Noroeste («North West Company») y desde 1821 de la Compañía de la Bahía de Hudson. Peter Skene Ogden, que fue nombrado en 1824 jefe de la compañía en la región del Snake, realizó varias campañas de reconocimiento entre 1824 y 1830. Los británicos enviaron grandes expediciones de caza y comercio de pieles al curso alto del río Snake y sus afluentes. Estas expediciones anuales comenzaron en 1817 y continuaron durante unos 30 años. Exploraron ampliamente lo que hoy en día es todo el sur de Idaho, el oeste de Wyoming, y el norte de Utah. Muchos de los ríos y las montañas de la región tienen nombres franceses, lo que refleja el empleo de tramperos franco-canadiense por la compañía de pieles británica. La política de la Compañía de la Bahía Hudson era acaparar el comercio de pieles en la región lo antes posible, para que fuera imposible para los comerciantes estadounidenses operar allí. Esta meta fue en gran modo un éxito. Los tramperos y comerciantes estadounidenses no podían competir en la región del río Snake. En cambio, la Compañía de la Bahía Hudson realizó a lo largo del río Snake expediciones muy rentable.
A pesar de ello, los tramperos y comerciantes estadounidense nunca renunciaron a sus partidas de caza por la región. Más tarde, varias expediciones estadounidenses bien organizadas reconocieron la mayor parte del curso del río Snake, incluyendo la de John C. Frémont en 1832, y la de Benjamin Bonneville en 1833-1834.
A partir de la gran expedición de 1843, se estableció la ruta de Oregón («Oregon Trail»), que discurría en gran parte por el valle del río Snake.

## Aprovechamientos: energía hidroeléctrica y riego
Las plantas hidroeléctricas son la mayor fuente de electricidad en la región, y las presas construidas para este fin además proporcionan agua para otros usos, como riego y consumo humano. El lado negativo de tales presas (como en otras regiones del mundo), es que representan una barrera para la vida salvaje de su valle, especialmente para las migraciones del salmón. Algunos ecologistas proponen eliminar algunas de ellas (propiedad del gobierno) en la parte baja de su curso. Además, en las riberas del río se realizan una gran variedad de deportes al aire libre, que incluyen la pesca deportiva, excursionismo, ciclismo, golf y paseo a caballo.
En el río Snake y sus afluentes se han construido muchas presas, principalmente con fines de proporcionar agua de riego y general energía hidroeléctrica y que van, en tamaño, de pequeñas presas a grandes presas.
Las grandes presas incluyen cuatro grandes presas construidas en el curso inferior del Snake, en el estado de Washington, construidas y operadas por los Cuerpo de Ingenieros del Ejército de los EE. UU.: Ice Harbor, Lower Monumental, Little Goose y Lower Granite. Estas presas fueron construidas entre 1962 y 1975 para generar energía eléctrica y facilitar la navegación. Están equipadas con esclusas, haciendo que el río, hasta Lewiston, sea una ampliación del sistema de navegación de barcazas del río Columbia. Las cuatro presas se modificaron en la década de 1980 para mejorar la adaptación del pasaje de los peces.

Los «lagos» (embalses) del curso inferior del río Snake (en Washington)
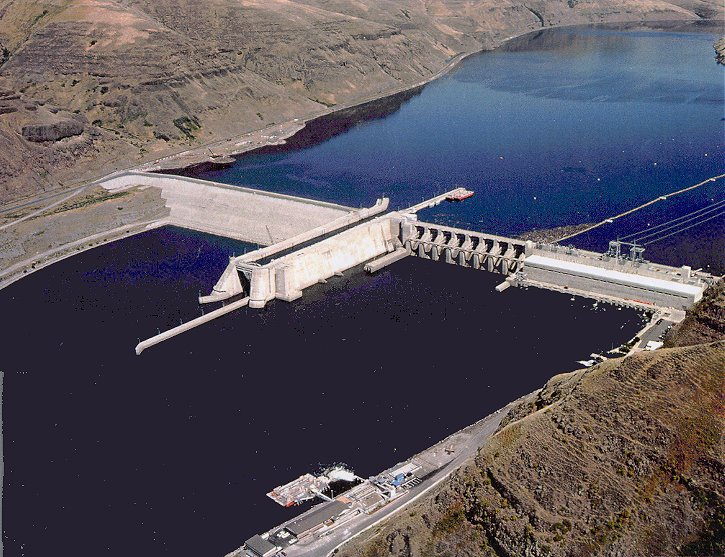
La presa Lower Granite
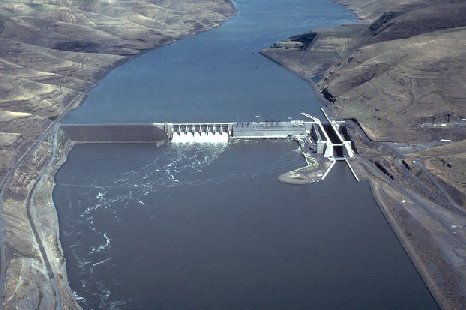
La presa Little Goose
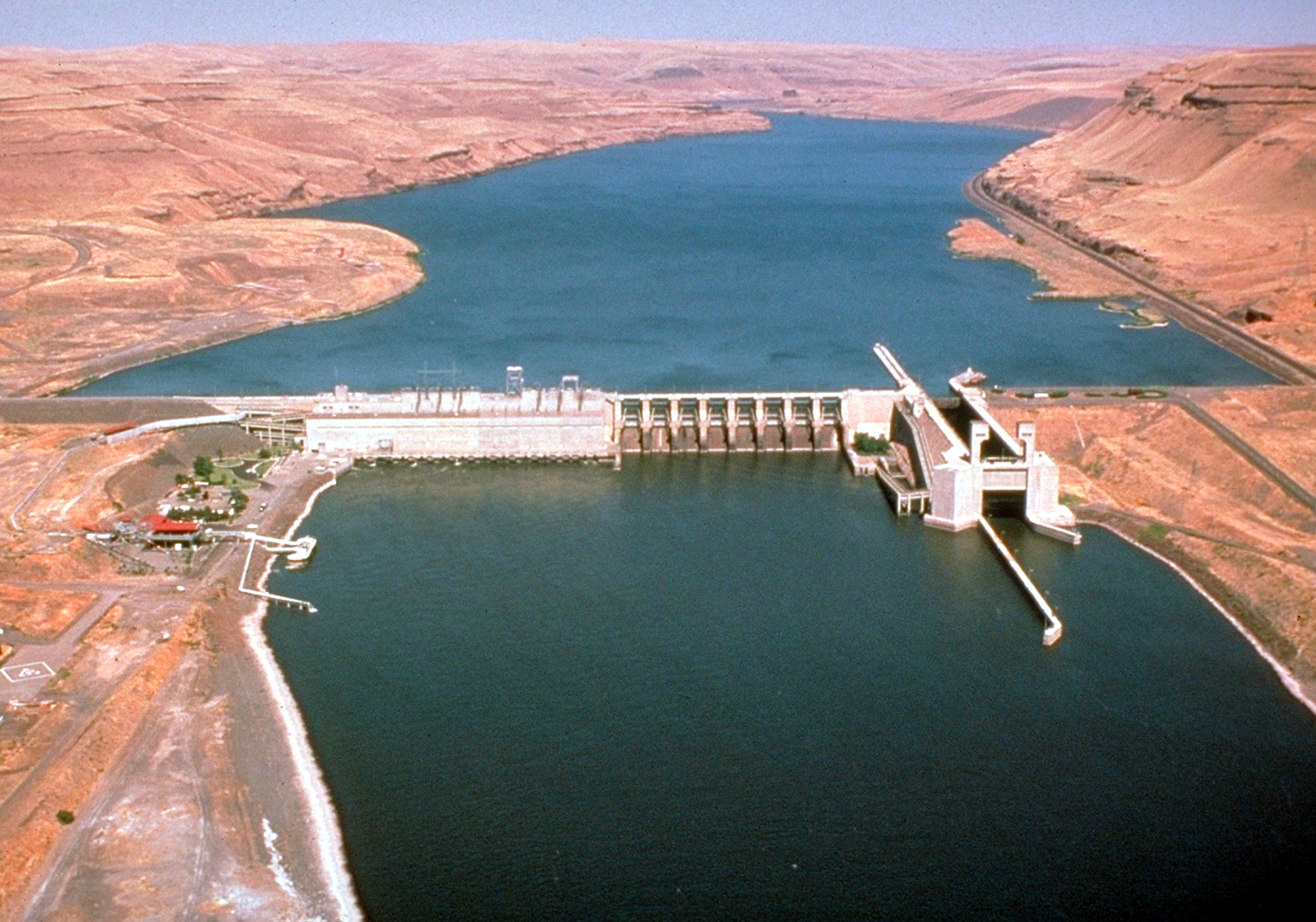
La presa Lower Monumental
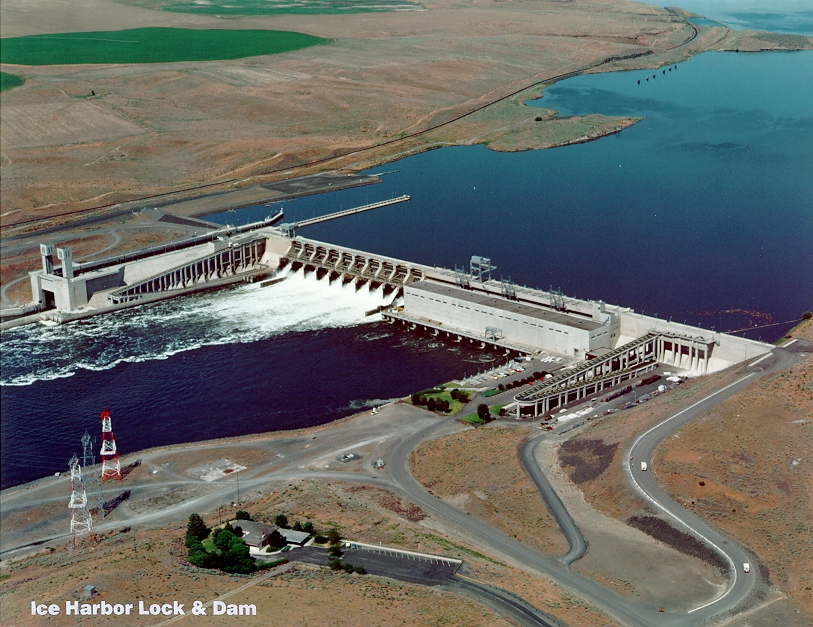
La presa Ice Harbour

Aguas arriba, en la región del cañón Hells, hay tres grandes presas hidroeléctricas, operadas por la compañía Idaho Power, una compañía de servicios públicos. Colectivamente son conocidas como «Hells Canyon Project», las tres presas son, en orden de arriba: Cañón Hells, Oxbow, y Brownlee. Dado que no tienen canales para que remonten los peces, son la primera barrera total a la migración de los peces río arriba.

Los «lagos» (embalses) del Hells Canyon del río Snake (Idaho-Oregon)
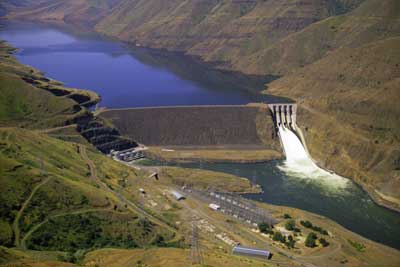
La presa Brownlee
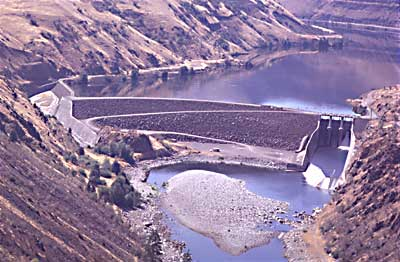
La presa Oxbowdam
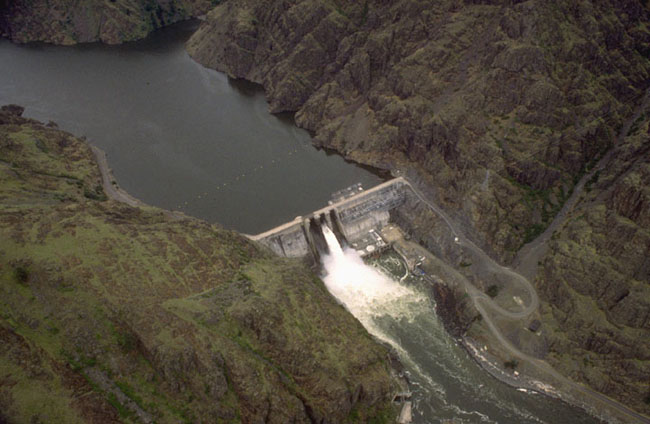
La presa Hells Canyon

En el suroeste de Idaho hay varios grandes presas. La presa Swan Falls, construida en 1901, fue la primera presa hidroeléctrica en el río Snake, así como la primera barrera total para la migración de los peces río arriba. Fue reconstruida en la década de 1990 por Idaho Power. Río arriba desde Swan Falls hay otra presa hidroeléctrica operada por Idaho Power, la C.J. Strike, construida en 1952. Esta presa también sirve para riego. Continuando río arriba, Idaho Power opera un conjunto de tres de presas hidroeléctrica llamadas en conjunto el Mid-Snake Projects, todas construidas en la década de 1940 y 1950. Son las presas Bliss, Lower Salmon Falls y los dos embalses del Upper Salmon Falls Project, la presas Upper Salmon Falls Dam A y B.
Cerca de la ciudad de Twin Falls dos cataratas han sido modificadas para dar energía hidroeléctrica, Shoshone Falls y Twin Falls. Llamadas en conjunto Shoshone Falls Project, son presas antiguas y relativamente pequeñas, actualmente operadas por Idaho Power. Por encima de Twin Falls está la presa Milner, construido en 1905 para el riego y reconstruida en 1992 con producción hidroeléctrica añadida. La presa y las obras de riego son de propiedad de Milner Dam, Inc, mientras que la central hidroeléctrica es propiedad de Idaho Power. 
Por encima de la presa Milner, la mayoría de las grandes presas son proyectos de la Oficina de Reclamación de los EE. UU. (U.S. Bureau of Reclamation), construidas principalmente para el riego, algunas hidroeléctricas también. Todas forman parte del Bureau's Minidoka Project, y las presas son: Minidoka (construida 1909), American Falls (1927), Palisades (1957), y lago Jackson (1911). Estas presas, junto con otras dos y numerosos canales de riego, proporcionan abastecimiento de agua a alrededor de 4500 km² en el sur de Idaho.
La ciudad de Idaho Falls opera el resto de grandes presas en el río Snake, la presa Gem State, junto con varias presas asociadas más pequeñas, para centrales hidroeléctricas y riego. 
Hay muchas otras presas en los afluentes del río Snake, construidas principalmente para el riego. Están operadas principalmente por el Bureau of Reclamation o los gobiernos locales y propietarios privados.
Aunque los numerosos embalses en la cuenca del río Snake han transformado la economía de la región, también han tenido un efecto adverso sobre la fauna y el medio ambiente, especialmente en las migraciones del salmón salvaje. Desde la década de 1990, algunas organizaciones conservacionistas y los pescadores están tratando de restaurar el curso inferior del río Snake Snake y el salmón del río Snake, mediante la eliminación de las cuatro presas propiedad del gobierno federal.

Los «lagos» (embalses) del curso superior del río Snake (Idaho)
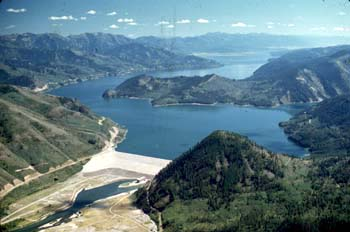
La presa Palisade
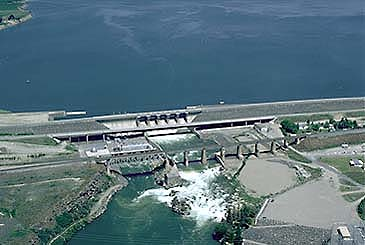
La presa American Falls
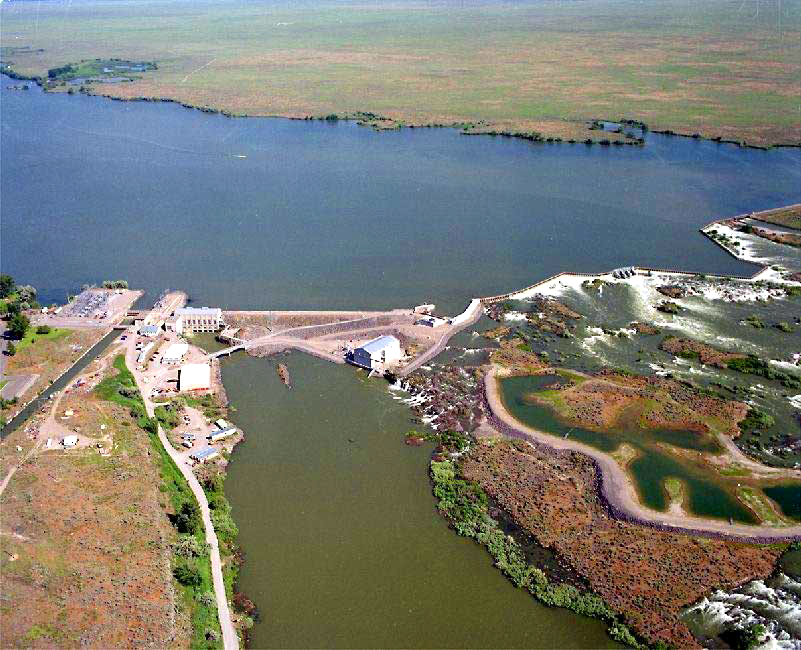
La presa Walcott
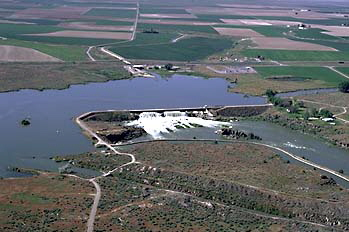
La presa Milner
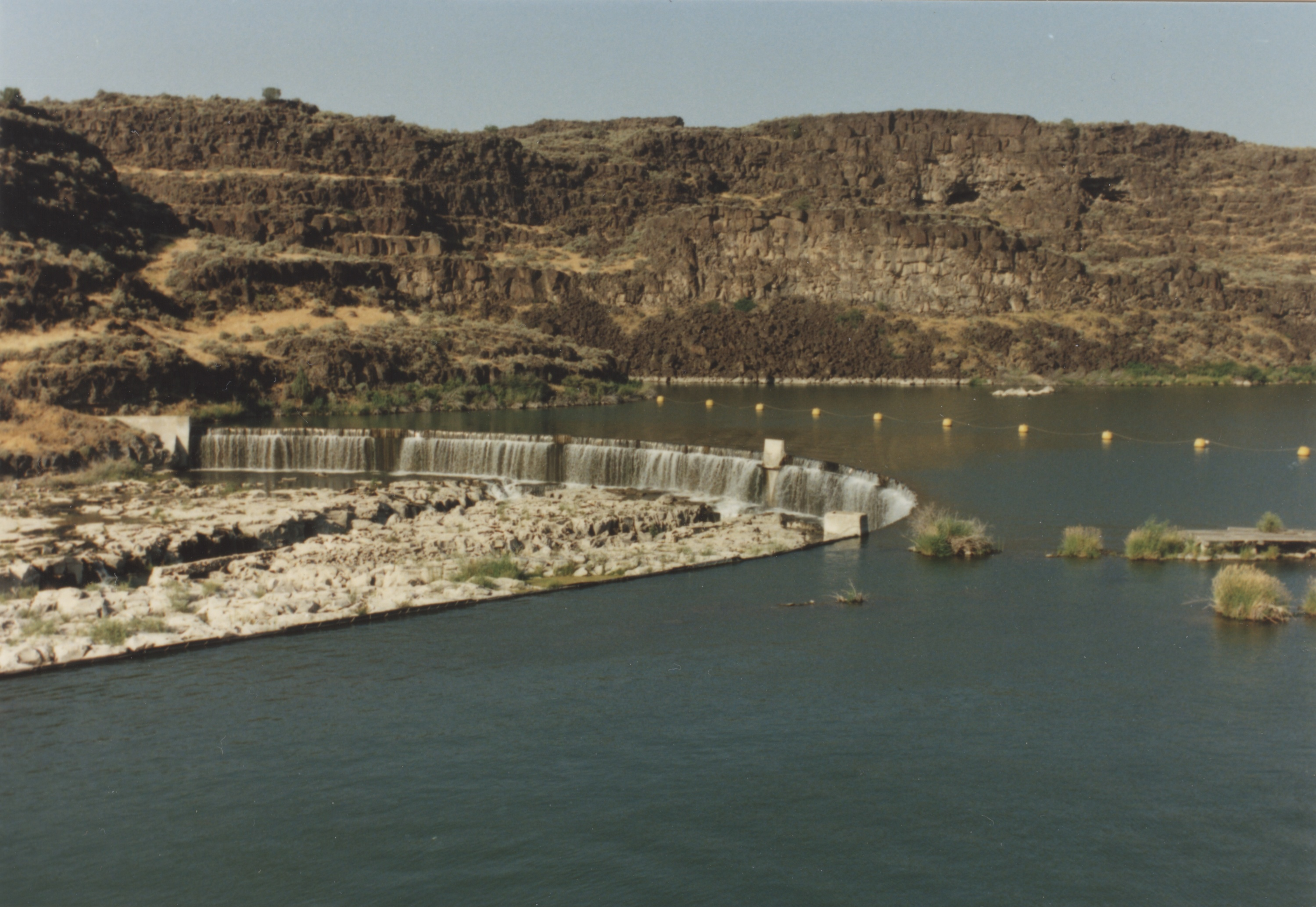
La presa Twin Falls

## Navegación

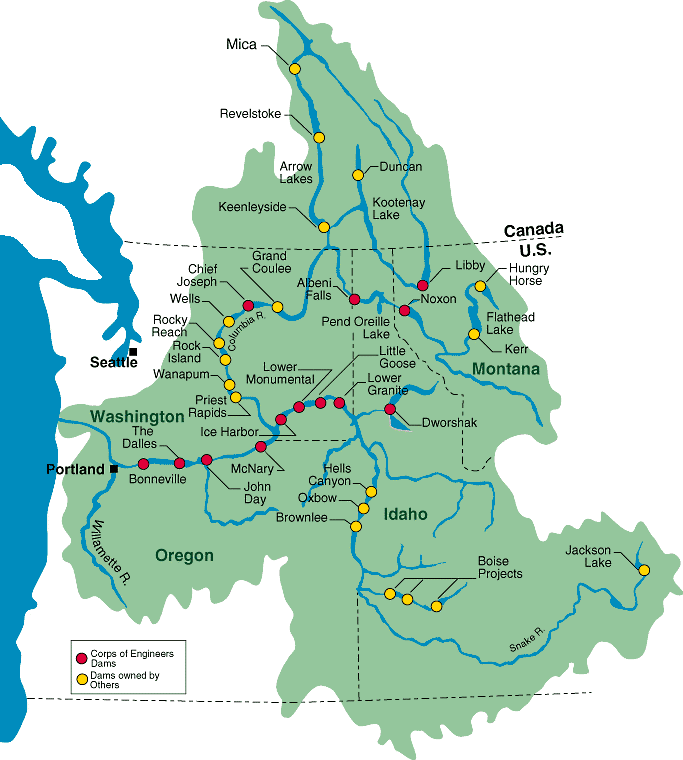
Cuenca del Columbia, con las presas señaladas.

En los años 1960 y 1970, el Cuerpo de Ingenieros del Ejército de los EE. UU. construyó cuatro presas y esclusas en el curso inferior del río Snake para facilitar la navegación. Como el curso inferior del río Columbia también ha sido represado para la navegación, existe un profundo canal de transporte marítimo a través de las esclusas y embalses para barcazas pesadas desde el océano Pacífico hasta Lewiston. La mayor parte del tráfico de barcazas que se origina en el río Snake va a los puertos de aguas profundas en la parte inferior del río Columbia, como el de Portland. Cereales, principalmente trigo, es el principal producto enviado desde el Snake y casi todo se exporta internacionalmente desde los puertos del curso inferior del río Columbia.
El canal de navegación está autorizado para tener al menos 4,3 m (14 pies) de profundidad y 76 m (250 pies) de ancho. Donde la profundidad del río es menor de 4 m (14 pies), el canal ha sido dragado en la mayoría de lugares. Trabajos de profundización y reprofundización están en curso y la profundidad real varía con el tiempo.
Con un canal de cerca de 1,5 m (5 pies), más profundo que el sistema del río Misisipí, en los ríos Columbia y Snake se puede navegar en barcazas dos veces más pesadas.
Los productos agrícolas de Idaho y del este de Washington son los principales productos transportados por barcaza en el río Snake y el Columbia. Los cereales, principalmente trigo, representan más del 85% del tráfico en el curso bajo del río Snake. En 1998, más de bushels 123 000 000 US bushels (4,3 × 109 l; 980.000.000 EE. UU. US dry gal; 950.000.000 imp gal) de grano viajaron por el Snake. Antes de la finalización de las presas del tramo inferior, el grano de la región era transportado por camión o ferrocarril a los puertos del río Columbia en torno a las Tri-Cities. Otros productos que salen por el Snake incluyen guisantes, lentejas, productos forestales y petróleo.
Entre las consecuencias negativas de esos embalses esta la inundación de varios sitios históricos y arqueológicos, la desaparición de una famosa zona de rápidos, la ralentización de la corriente y un aumento asociado de la temperatura del agua, y la disminución general de la capacidad de los peces silvestres para migrar hacia arriba y hacia abajo el río.

## Hidrología
La tabla a continuación muestra el caudal medio mensual del río Snake medido durante un periodo de 57 años en Clarkston. Clarkston es una ciudad en el este de Washington, en la confluencia del río Snake y el río Clearwater. La cuenca del río Snake en ese lugar es de 267 300 km² (95% del área de la cuenca en su desembocadura) y su caudal medio de 1415 m³/s. La lámina de agua el año pasado en su cuenca asciende a  167 mm, un valor relativamente bajo. El río tiene un régimen mixto, principalmente alimentado por la nieve. El registro conocido para los valores de los flujos mensuales son 5889 m³/s y 311 m³/s.
| Caudal medio mensual del Snake en la estación hidrológica de Clarkston (Datos calculados en 57 años, en m³/s) |
| |

## Apéndices

### Apéndice I. Afluentes
En la tabla siguiente se recogen todos los ríos de la cuenca del Snake cuya longitud supera los 100 km, aunque pueden faltar algunos. Se ha ordenado siguiendo el río aguas abajo, desde la fuente hasta la desembocadura, dividiendo el curso en las dos partes (Snake Bajo o Inferior y Snake Alto o Superior) en que habitualmente se hace y luego según el estado en el que este la desembocadura en el río.
En general, en aquellos casos en que no existe uso habitual de la transliteración al español, se usan los anglicismos de los nombres de los ríos más comúnmente utilizados. Se debe tener cuidado a la hora de la utilización de los datos de la tabla, ya que distintas fuentes proporcionan desigual información. En relación con la longitud, hay que tener presente que se han construido muchas presas para regular el caudal y evitar las inundaciones, lo que ha provocado la disminución de algunos cursos, en algunos casos de forma muy importante al haber quedado sumergidos largos tramos tortuosos y meándricos. Esto debe ser estudiado con cuidado al utilizar fuentes antiguas. (Véase también: Determinación de la longitud.)
| Ramal | Ramal | Nombre afluente                              | Nombre afluente                              | Nombre afluente                              | Nombre afluente                              | Desembocadura              | Longitud (km) | Cuenca (km²) | Caudal (m³/s) | Estado(s) por los que discurre | Tramo            | Tramo          |
| ----- | ----- | -------------------------------------------- | -------------------------------------------- | -------------------------------------------- | -------------------------------------------- | -------------------------- | ------------- | ------------ | ------------- | ------------------------------ | ---------------- | -------------- |
| -     | D     | Río Lewis                                    | Río Lewis                                    | Río Lewis                                    | Río Lewis                                    | Lago Lewis                 | 19            |              |               | Wyoming                        | Wyoming          | Curso Superior |
| I     | -     | Río Buffalo Fork                             | Río Buffalo Fork                             | Río Buffalo Fork                             | Río Buffalo Fork                             | Moran (Jackson Hole)       |               |              |               | Wyoming                        | Wyoming          | Curso Superior |
| I     | -     | Río Gros Ventre                              | Río Gros Ventre                              | Río Gros Ventre                              | Río Gros Ventre                              | Jackson Hole               | 120           | 1660         |               | Wyoming                        | Wyoming          | Curso Superior |
| -     | D     | Río Hoback                                   | Río Hoback                                   | Río Hoback                                   | Río Hoback                                   | Jackson Hole               | 89            | 1600         |               | Wyoming                        | Wyoming          | Curso Superior |
| -     | D     | Río Greys                                    | Río Greys                                    | Río Greys                                    | Río Greys                                    | Embalse Palisades          | 105           | 2100         |               | Wyoming                        | Wyoming          | Curso Superior |
| -     | D     | Río Salt                                     | Río Salt                                     | Río Salt                                     | Río Salt                                     | Embalse Palisades          | 136           | 2300         | \|\| Wyoming  |                                | Wyoming          | Curso Superior |
| -     | D     | Río Henrys Fork                              | Río Henrys Fork                              | Río Henrys Fork                              | Río Henrys Fork                              | -                          | 177           | 8320         | 59,4          | Idaho                          | Idaho            | Curso Superior |
| -     | -     | -                                            | Río Teton                                    | Río Teton                                    | Río Teton                                    | Río Henrys Fork            | 180           | 2927         |               | Idaho                          | Idaho            | Curso Superior |
| -     | -     | -                                            | Río Fall                                     | Río Fall                                     | Río Fall                                     | Río Henrys Fork            | 103           |              |               | Idaho                          | Idaho            | Curso Superior |
| I     | -     | Arroyo Willow                                | Arroyo Willow                                | Arroyo Willow                                | Arroyo Willow                                | -                          | 135           |              |               | Idaho                          | Idaho            | Curso Superior |
| I     | -     | Río Blackfoot                                | Río Blackfoot                                | Río Blackfoot                                | Río Blackfoot                                | -                          | 209           | 2841         | 5,95          | Idaho                          | Idaho            | Curso Superior |
| I     | -     | Río Portneuf                                 | Río Portneuf                                 | Río Portneuf                                 | Río Portneuf                                 | Embalse American Falls     | 200           | 3442         | 11,8          | Idaho Nevada Utah              | Idaho            | Curso Superior |
| -     | -     | -                                            | Arroyo Marsh                                 | Arroyo Marsh                                 | Arroyo Marsh                                 | Río Portneuf               | 90            |              |               | Idaho                          | Idaho            | Curso Superior |
| I     | -     | Arroyo Bannock                               | Arroyo Bannock                               | Arroyo Bannock                               | Arroyo Bannock                               | -                          | 108           | 1230         |               | Idaho                          | Idaho            | Curso Superior |
| -     | -     | Arroyo Rock                                  | Arroyo Rock                                  | Arroyo Rock                                  | Arroyo Rock                                  | -                          |               |              |               | Idaho                          | Idaho            | Curso Superior |
| I     | -     | Río Raft                                     | Río Raft                                     | Río Raft                                     | Río Raft                                     | -                          | 174           | 3901         |               | Utah Idaho                     | Idaho            | Curso Superior |
| I     | -     | Arroyo Goose                                 | Arroyo Goose                                 | Arroyo Goose                                 | Arroyo Goose                                 | -                          | 197           | 2901         |               | Idaho                          | Idaho            | Curso Superior |
| I     | -     | Arroyo Salmon Falls                          | Arroyo Salmon Falls                          | Arroyo Salmon Falls                          | Arroyo Salmon Falls                          | -                          | 351           | 5390         |               | Idaho                          | Idaho            | Curso Inferior |
| -     | D     | Sistema Malad—Big Wood                       | Sistema Malad—Big Wood                       | Sistema Malad—Big Wood                       | Sistema Malad—Big Wood                       | -                          | 2328          | 7770         | 3,17          | Idaho                          | Idaho            | Curso Inferior |
| -     | -     | -                                            | Río Big Wood                                 | Río Big Wood                                 | Río Big Wood                                 | Río Malad                  | 220           |              | 13,14         | Idaho                          | Idaho            | Curso Inferior |
| -     | -     | -                                            | Río Little Wood                              | Río Little Wood                              | Río Little Wood                              | Río Malad                  | 209           |              | 9,94          | Idaho                          | Idaho            | Curso Inferior |
| I     | -     | Arroyo Sailor                                | Arroyo Sailor                                | Arroyo Sailor                                | Arroyo Sailor                                | Cerca de Hammett           | 103           |              |               | Idaho                          | Idaho            | Curso Inferior |
| I     | -     | Río Bruneau                                  | Río Bruneau                                  | Río Bruneau                                  | Río Bruneau                                  | -                          | 246           | 8560         | 11            | Idaho                          | Idaho            | Curso Inferior |
| -     | -     | -                                            | Arroyo Clover                                | Arroyo Clover                                | Arroyo Clover                                | Río Bruneau                | 89            |              |               | Idaho                          | Idaho            | Curso Inferior |
| -     | -     | -                                            | Río Sheep                                    | Río Sheep                                    | Río Sheep                                    | Río Bruneau                | 101           |              |               | Idaho                          | Idaho            | Curso Inferior |
| -     | -     | -                                            | Río Jarbidge                                 | Río Jarbidge                                 | Río Jarbidge                                 | Río Bruneau                | 84            | 1709         |               | Idaho                          | Idaho            | Curso Inferior |
| -     | -     | Arroyo Castle                                | Arroyo Castle                                | Arroyo Castle                                | Arroyo Castle                                | -                          |               |              |               | Idaho                          | Idaho            | Curso Inferior |
| I     | -     | Arroyo Succor                                | Arroyo Succor                                | Arroyo Succor                                | Arroyo Succor                                | Cerca de Homedale          | 111           | 1279         |               | Idaho Oregón                   | Idaho            | Curso Inferior |
| I     | -     | Río Owyhee                                   | Río Owyhee                                   | Río Owyhee                                   | Río Owyhee                                   | -                          | 557           | 28 620       |               | Nevada Oregón Idaho            | Idaho-Oregón     | Curso Inferior |
| -     | -     | -                                            | Arroyo Crooked                               | Arroyo Crooked                               | Arroyo Crooked                               | Río Owyhee                 | 82            |              |               | Oregón                         | Idaho-Oregón     | Curso Inferior |
| -     | -     | -                                            | Arroyo Jordan                                | Arroyo Jordan                                | Arroyo Jordan                                | Río Owyhee                 | 159           | 3380         | 5             | Oregón Idaho                   | Idaho-Oregón     | Curso Inferior |
| -     | -     | -                                            | Río West Little Owyhee                       | Río West Little Owyhee                       | Río West Little Owyhee                       | Río Owyhee                 | 101,5         | 800          |               | Oregón                         | Idaho-Oregón     | Curso Inferior |
| -     | -     | -                                            | Río South Fork Owyhee                        | Río South Fork Owyhee                        | Río South Fork Owyhee                        | Río Owyhee                 |               |              |               | Idaho Nevada                   | Idaho-Oregón     | Curso Inferior |
| -     | -     | -                                            | -                                            | Río Little Owyhee                            | Río Little Owyhee                            | Río South Fork Owyhee      | 98            |              |               | Idaho Nevada                   | Idaho-Oregón     | Curso Inferior |
| -     | -     | -                                            | Arroyo Battle                                | Arroyo Battle                                | Arroyo Battle                                | Río Owyhee                 | 108           |              |               | Idaho                          | Idaho-Oregón     | Curso Inferior |
| -     | D     | Sistema Boise—Boise Sur                      | Sistema Boise—Boise Sur                      | Sistema Boise—Boise Sur                      | Sistema Boise—Boise Sur                      | -                          | 121           | 10 619       |               | Idaho                          | Idaho-Oregón     | Curso Inferior |
| I     | -     | Río Malheur                                  | Río Malheur                                  | Río Malheur                                  | Río Malheur                                  | -                          | 266           | 12 173       |               | Oregón                         | Idaho-Oregón     | Curso Inferior |
| -     | -     | -                                            | Arroyo Willow                                | Arroyo Willow                                | Arroyo Willow                                | Río Malheur                | 92            | 2038         |               | Oregón                         | Idaho-Oregón     | Curso Inferior |
| -     | -     | -                                            | Arroyo Bully                                 | Arroyo Bully                                 | Arroyo Bully                                 | Río Malheur                | 99            | 1560         | 1,1           | Oregón                         | Idaho-Oregón     | Curso Inferior |
| -     | -     | -                                            | Río North Fork Malheur                       | Río North Fork Malheur                       | Río North Fork Malheur                       | Río Malheur                | 95            | 1424         | 2             | Oregón                         | Idaho-Oregón     | Curso Inferior |
| -     | D     | Sistema Payette—Payette Sur                  | Sistema Payette—Payette Sur                  | Sistema Payette—Payette Sur                  | Sistema Payette—Payette Sur                  | -                          | 100           | 8390         |               | Idaho                          | Idaho-Oregón     | Curso Inferior |
| -     | D     | Río Weiser                                   | Río Weiser                                   | Río Weiser                                   | Río Weiser                                   | -                          | 166           | 4320         |               | Idaho                          | Idaho-Oregón     | Curso Inferior |
| I     | -     | Río Burnt                                    | Río Burnt                                    | Río Burnt                                    | Río Burnt                                    | -                          | 158           | 2820         |               | Oregón                         | Idaho-Oregón     | Curso Inferior |
| I     | -     | Río Powder                                   | Río Powder                                   | Río Powder                                   | Río Powder                                   | -                          | 246           | 4500         |               | Oregón                         | Idaho-Oregón     | Curso Inferior |
| -     | D     | Río Wildhorse                                | Río Wildhorse                                | Río Wildhorse                                | Río Wildhorse                                | -                          |               |              |               | Idaho                          | Idaho-Oregón     | Curso Inferior |
| I     | -     | Río Imnaha                                   | Río Imnaha                                   | Río Imnaha                                   | Río Imnaha                                   | -                          | 118           | 2214         | 14,3          | Oregón                         | Idaho-Oregón     | Curso Inferior |
| -     | D     | Río Salmon                                   | Río Salmon                                   | Río Salmon                                   | Río Salmon                                   | -                          | 684           | 36 260       | 313           | Idaho                          | Idaho-Oregón     | Curso Inferior |
| -     | -     | -                                            | Río Little Salmon                            | Río Little Salmon                            | Río Little Salmon                            | Río Salmon                 | 82            | 1490         |               | Idaho                          | Idaho-Oregón     | Curso Inferior |
| -     | -     | -                                            | Río South Fork Salmon                        | Río South Fork Salmon                        | Río South Fork Salmon                        | Río Salmon                 | 138           | 3390         | 56            | Idaho                          | Idaho-Oregón     | Curso Inferior |
| -     | -     | -                                            | Río Middle Fork Salmon                       | Río Middle Fork Salmon                       | Río Middle Fork Salmon                       | Río Salmon                 | 180           | 6500         |               | Idaho                          | Idaho-Oregón     | Curso Inferior |
| -     | -     | -                                            | Río Lemhi                                    | Río Lemhi                                    | Río Lemhi                                    | Río Salmon                 | 113           | 3149         | 7,11          | Idaho                          | Idaho-Oregón     | Curso Inferior |
| -     | -     | -                                            | Río Pahsimeroi                               | Río Pahsimeroi                               | Río Pahsimeroi                               | Río Salmon                 | 95            | 2142         | 6,5           | Idaho                          | Idaho-Oregón     | Curso Inferior |
| I     | -     | Río Grand Ronde                              | Río Grand Ronde                              | Río Grand Ronde                              | Río Grand Ronde                              | -                          | 341           | 10 360       | 86            | Oregón Washington              | Idaho-Washington | Curso Inferior |
| -     | -     | -                                            | Río Wenaha                                   | Río Wenaha                                   | Río Wenaha                                   | Río Grand Ronde            | 35            |              |               | Oregón                         | Idaho-Washington | Curso Inferior |
| -     | -     | -                                            | Río Wallowa                                  | Río Wallowa                                  | Río Wallowa                                  | Río Grand Ronde            | 89            | 2460         | 17            | Oregón                         | Idaho-Washington | Curso Inferior |
| -     | -     | -                                            | -                                            | Río Minam                                    | Río Minam                                    | Wallowa                    | 82            | 619          | 5             | Oregón                         | Idaho-Washington | Curso Inferior |
| -     | -     | -                                            | -                                            | Río Lostine                                  | Río Lostine                                  | Wallowa                    | 50,5          |              | 5             | Oregón                         | Idaho-Washington | Curso Inferior |
| -     | -     | -                                            | Arroyo Catherine                             | Arroyo Catherine                             | Arroyo Catherine                             | Río Grand Ronde            | 52,1          |              |               | Oregón                         | Idaho-Washington | Curso Inferior |
| I     | -     | Arroyo Asotin                                | Arroyo Asotin                                | Arroyo Asotin                                | Arroyo Asotin                                | -                          |               |              |               | Washington                     | Idaho-Washington | Curso Inferior |
| -     | D     | Sistema Clearwater —Medio Clearwater —Selway | Sistema Clearwater —Medio Clearwater —Selway | Sistema Clearwater —Medio Clearwater —Selway | Sistema Clearwater —Medio Clearwater —Selway | -                          | 305           | 24 980       | 430           | Idaho                          | Idaho-Washington | Curso Inferior |
| -     | -     | -                                            | Río Potlatch                                 | Río Potlatch                                 | Río Potlatch                                 | Río Clearwater             | 90            | 1538         | 11            | Idaho                          | Idaho-Washington | Curso Inferior |
| -     | -     | -                                            | Río North Fork Clearwater                    | Río North Fork Clearwater                    | Río North Fork Clearwater                    | Río Clearwater             | 217           | 6377         | 161           | Idaho                          | Idaho-Washington | Curso Inferior |
| -     | -     | -                                            | Río Middle Fork Clearwater                   | Río Middle Fork Clearwater                   | Río Middle Fork Clearwater                   | Río Clearwater             |               |              |               | Idaho                          | Idaho-Washington | Curso Inferior |
| -     | -     | -                                            | -                                            | Río South Fork Clearwater                    | Río South Fork Clearwater                    | Río Middle Fork Clearwater | 100           | 3043         | 28            | Idaho                          | Idaho-Washington | Curso Inferior |
| -     | -     | -                                            | -                                            | Río Lochsa                                   | Río Lochsa                                   | Río Middle Fork Clearwater | 113           |              |               | Idaho                          | Idaho-Washington | Curso Inferior |
| -     | -     | -                                            | -                                            | Río Selway                                   | Río Selway                                   | Río Middle Fork Clearwater | 193           |              |               | Idaho                          | Idaho-Washington | Curso Inferior |
| I     | -     | Río Tucannon                                 | Río Tucannon                                 | Río Tucannon                                 | Río Tucannon                                 | -                          | 113           | 1300         |               | Washington                     | Washington       | Curso Inferior |
| -     | D     | Río Palouse                                  | Río Palouse                                  | Río Palouse                                  | Río Palouse                                  | -                          | 269           | 8550         | 17            | Washington Idaho               | Washington       | Curso Inferior |
| -     | -     | -                                            | Arroyo Union Flat                            | Arroyo Union Flat                            | Arroyo Union Flat                            | Río Palouse                | 115           |              |               | Idaho Washington               | Washington       | Curso Inferior |

### Apéndice II. Condados por los que discurre
El río Snake dada su longitud, atraviesa un gran número de condados y también sirve como frontera natural para fijar sus límites. Se enumeran a continuación, siguiendo el río desde su nacimiento, tales condados, diferenciando los tramos fronterizos:
- en Wyoming: condado de Teton y condado de Lincoln;
- en Idaho: condado de Bonneville, frontera entre Madison y Jefferson, condado de Jefferson, nuevamente condado de Bonneville, condado de Bingham, frontera entre Bannock y Bingham, frontera entre Power y Bingham, condado de Power, frontera entre Bingham y Cassia, frontera entre Blaine y Cassia, frontera entre Minidoka y Cassia, frontera entre Jerome y Cassia, frontera entre Jerome y Twin Falls, frontera entre Gooding y Twin Falls, frontera entre Elmore y Gooding, condado de Elmore, frontera entre Elmore y Owyhee, frontera entre Owyhee y Ada y frontera entre Owyhee y Canyon;
- en Oregon: condado de Malheur;
- frontera Idaho-Oregon: frontera entre Payette (ID) y Malheur (OR), frontera entre Washington (ID) y Malheur (OR), frontera entre Washington (ID) y Baker (OR), frontera entre Adams (ID) y Baker (OR), frontera entre Adams (ID) y Wallowa (OR), frontera entre Idaho (ID) y Wallowa (OR) y frontera entre Nez Perce (ID) y Wallowa (OR);
- frontera Idaho-Washington: frontera entre Nez Perce (ID) y Asotin (WA);
- en Washington: frontera entre Asotin y Whitman, frontera entre Garfield y Whitman, frontera entre Columbia y Whitman y, finalmente, frontera entre Walla Walla y Franklin;